# 維利斯火山
維利斯火山是印度尼西亞的火山，位於爪哇島東部，由東爪哇省負責管轄，海拔高度2,563米，除了南面外附近是低海拔平原，西部山腳有火山噴氣孔。